# 南48線
 南48線，「番子寮～溝子墘」線，是位於臺南市的一條區道，西起臺南市麻豆區麻口里番子寮，東至臺南市麻豆區總榮里總爺，全長 5.463 公里。

## 行經行政區域
臺南市
- 麻豆區

## 沿線景點及寺廟
- 南48線沿線：
  - 麻豆區：

## 連接道路
- 南48線沿線可連接以下公路：
  - 國道1號（僅穿越橋下）
  - 台19甲線
  - 市道171號（本區道終點）
  - 市道173號（磚井路段，短暫共線）
  - 南49線（本區道起點）